# 鹿児島県道623号与論島循環線
鹿児島県道623号与論島循環線（かごしまけんどう623ごう よろんじまじゅんかんせん）は、鹿児島県大島郡与論町を通る一般県道である。

## 概要
与論島を一周する県道である。

### 路線データ
- 起点：鹿児島県大島郡与論町大字茶花（鹿児島県道631号与論空港茶花線終点）
- 終点：鹿児島県大島郡与論町大字茶花（鹿児島県道631号与論空港茶花線終点）

## 歴史
- 1963年（昭和38年）2月8日 - 鹿児島県告示第130号により路線認定[1]。
- 2020年（令和2年）2月20日 - 鹿児島県は2020年（令和2年）度から茶花地区の約1 kmの区間で無電柱化に着手する。離島では鹿児島県道84号知名沖永良部空港線とともに初の事業化。国の補助を活用した「電線共同溝整備事業」の一環で、電線の地中化による災害発生時のネットワーク確保が目的[2]。

## 地理

### 通過する自治体
- 大島郡与論町

### 交差する道路
| 交差する道路                  | 交差する場所 | 交差する場所 |
| ----------------------------- | ------------ | ------------ |
| 鹿児島県道631号与論空港茶花線 | 大字茶花     | 起点         |
| 鹿児島県道631号与論空港茶花線 | 大字茶花     | 終点         |

### 沿線
- 与論町役場
- 与論町立与論小学校
- 与論町立与論中学校
- 与論町立茶花小学校